# Třída Miguel Malvar
Třída Miguel Malvar je třída fregat filipínského námořnictva. Filipínské námořnictvo původně objednalo dvě jednotky této třídy od jihokorejské loděnice Hyundai Heavy Industries (HHI, nyní HD Hyundai Heavy Industries – HD HHI) do kategorie korvet, přestože jsou větší a mají větší výtlak než fregaty předcházející třídy José Rizal, ale před spuštěním prototypové jednotky na vodu byla třída klasifikována jako fregaty. Třída je označená jako korveta typu HDC-3100 jihokorejskými loděnicemi. Jejich stavba probíhá od roku 2023.

## Stavba
Stavba dvou jednotek této třídy byla objednána v roce 2021 u jihokorejské loděnice HHI. Tato loděnice už v letech 2020–2021 námořnictvu dodala dvojici fregat třídy José Rizal. Stavba probíhá v loděnici HD HHI v Ulsanu. Kýl prototypové jednotky Miguel Malval byl založen 22. listopadu 2023. Fregata byla na vodu spuštěna dne 18. června 2024. Kýl druhé jednotky byl založen 14. června 2024.
Jednotky třídy Miguel Malval:
| Jméno                      | Založení kýlu      | Spuštěna        | Vstup do služby | Status    |
| -------------------------- | ------------------ | --------------- | --------------- | --------- |
| BRP Miguel Malvar (FFG-06) | 22. listopadu 2023 | 18. června 2024 | 20. května 2025 | aktivní   |
| BRP Diego Silang (FFG-07)  | 14. června 2024    | 27. března 2025 |                 | ve stavbě |

## Konstrukce

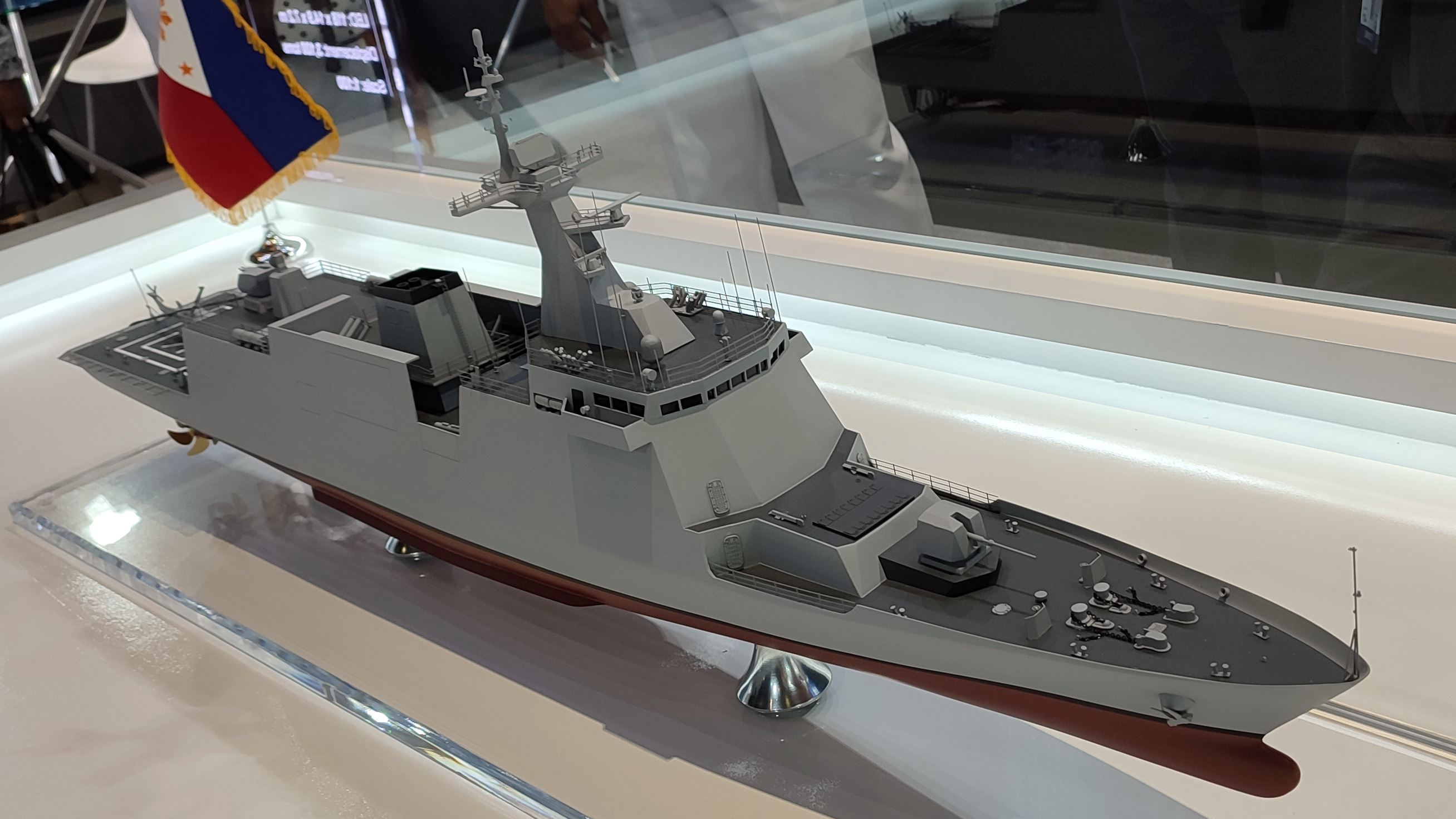
Model korvety typu HDC-3100 na veletrhu Asia Defense And Security (ADAS) v roce 2022

Fregaty jsou vybaveny bojovým řídícím systémem Naval Shield od jihokorejské společnosti Hanwha Systems, radarem typu AESA a navidagním radarem SharpEye od britské společnosti Hensoldt UK. Hlavňovou výzbroj tvoří 76mm kanón OTO Melara Super Rapid na přídi a 35mm kanón systému blízké obrany Aselsan Gökdeniz na střeše hangáru. Dále nesou šestnáctinásobné násobné vertikální odpalovací silo s protiletadlovými střelami VL MICA, osm protilodních střel C-Star, dva 324mm protiponorkové torpédomety. Je vybavem dvěma čluny RHIB. Na zádi se nachází přistávací plocha pro vrtuník a hangár. Pohonný systém je koncepce CODAD. Tvoří jej čtyři diesely STX-MTU 20V 1163 M94, každý o výkonu 9925 hp, pohánějící dva lodní šrouby. Cestovní rychlost dosahuje 15 uzlů a nejvyšší rychlost 25 uzlů. Dosah je 4500 námořních mil při cestovní rychlosti. Vytrvalost je 21 dnů.